# Sexta potencia
En aritmética y álgebra, la sexta potencia de un número n es el resultado de multiplicar n seis veces por sí mismo. Es decir:
n6 = 10 × 10 × 10 × 10 × 10 × 10.
Las sexta potencia también se puede formar multiplicando un número por su quinta potencia; su cuadrado por su cuarta potencia; el cubo de un número por sí mismo; elevando su cuadrado a la tercera potencia; o elevando su cubo al cuadrado.
La secuencia de sextas potencias de los números enteros es:
0, 1, 64, 729, 4096, 15625, 46656, 117649, 262144, 531441, 1000000, 1771561, 2985984, 4826809, 7529536, 11390625, 16777216, 24137569, 34012224, 47045881, 64000000, 85766121, 113379904, 148035889, 191102976 , 244140625, 308915776, 387420489, 481890304, ... (sucesión A001014 en OEIS)
Incluye números decimales significativos, como 106 (el millón), 1006 (1012, el billón), y 10006 (1018, el trillón).

## Cuadrados y cubos
Las sextas potencias de números enteros se pueden caracterizar como los números que son simultáneamente cuadrados y cubos.
De esta manera, se relacionan con otras dos clases de números figurados: los números cuadrados triangulares, que son simultáneamente cuadrados y triangulares, y las soluciones al problema de las balas de cañón, que son simultáneamente cuadrados y cuadrados-piramidales.
Debido a su conexión con los cuadrados y los cubos, las sextas potencias juegan un papel importante en el estudio de las curvas de Mordell, que son curvas elípticas de la forma
{\displaystyle y^{2}=x^{3}+k.}
Cuando {\displaystyle k} es divisible por una sexta potencia, esta ecuación puede ser reducida dividiendo por esa potencia, para dar una ecuación más simple de la misma forma.
Un resultado bien conocido en la teoría numérica, probado por Rudolf Fueter y Louis J. Mordell, establece que cuando {\displaystyle k} es un entero que no es divisible por una sexta potencia (salvo los casos excepcionales {\displaystyle k=1} y {\displaystyle k=-432}), esta ecuación no tiene soluciones racionales con tanto {\displaystyle x} como {\displaystyle y} no nulos o no infinito alguno de ellos.
En la notación arcaica de Robert Recorde, la sexta potencia de un número se llamaba el "zenzicubo", lo que significa el cuadrado de un cubo. Del mismo modo, la notación de sextas potencias utilizadas en el siglo XII en la matemática en la India por Bhaskara II también los llamaba el cuadrado de un cubo o el cubo de un cuadrado.

## Sumas
Existen numerosos ejemplos conocidos de sextas potencias que pueden ser expresadas como la suma de otras siete potencias, pero no se conocen aún ejemplos de una sexta potencia expresable como la suma de exactamente seis sextas potencias. Esto hace única a la sexta potencia entre las potencias con exponente k = 1, 2, ..., 8, que pueden expresarse como la suma de k k-ésimas potencias, y algunas de las cuales pueden expresarse como una suma de aun menos k-ésimas potencias (contradiciendo la conjetura de suma de potencias de Euler).
En relación con el problema de Waring, cualquier entero suficientemente grande puede representarse como una suma de como máximo 24 sextas potencias de enteros.
Hay infinitas y diferentes soluciones no triviales para la ecuación diofántica
{\displaystyle a^{6}+b^{6}+c^{6}=d^{6}+e^{6}+f^{6}.}
No se ha probado si la ecuación
{\displaystyle a^{6}+b^{6}=c^{6}+d^{6}}
tiene una solución no trivial, pero la conjetura de Lander, Parkin y Selfridge implicaría que no lo hace.